# بوچناگو
بوچناگو (به ایتالیایی: Bocenago) یک کومونه در ایتالیا است که در ترنتینو واقع شده‌است.

## خصوصیات
بوچناگو ۸٫۵ کیلومترمربع مساحت و ۳۹۴ نفر جمعیت دارد و ۷۵۰ متر بالاتر از سطح دریا واقع شده‌است.